# Les Aventures des Moineaux

Les Aventures des Moineaux est une série de bande-dessinée créée par Rodolphe et Louis Alloing, colorisée par Christine Couturier et Dominique Thomas.
Cette série a d'abord été diffusée par la revue Astrapi.

## Personnages
Les principaux personnages sont :
- Nina Moineaux, une jeune fille aux cheveux noirs
- Julien Moineaux, son petit frère roux
- Leur père, homme aux cheveux noirs, fils de leur grand-père
- Leur mère, femme aux cheveux roux
- Leur oncle, homme aux cheveux châtains, frère de leur père et fils de leur grand-père (il a la même coupe de cheveux que son père)
- Charles Moineaux, leur grand-père paternel, homme aux cheveux blancs, avec une petite moustache et portant des lunettes, génial inventeur (de machines à remonter le temps, à rétrécir, à voyager dans les livres...)

## Tomes
1. 1998 : La machine à remonter le temps,  (ISBN 2-7009-4102-0)
2. 1998 : Mystère sous la terre,  (ISBN 2-7009-4103-9)
3. 1998 : Panique dans les livres,  (ISBN 2-7009-4105-5)
4. 1999 : Grand-père est un sorcier,  (ISBN 2-7009-4108-X)
5. 2000 : Les termites attaquent,  (ISBN 2-2277-1508-1)
6. 2001 : Les cartables volants,  (ISBN 2-7470-0455-4)
7. 2002 : Julien et ses doubles,  (ISBN 2-7470-0647-6)
8. 2003 : Le robot qui en fait trop,  (ISBN 2-7470-1051-1)

## Anecdotes
- Lorsque le premier épisode de la bande dessinée fut d'abord diffusé dans Astrapi, la mère de Nina et de Julien était brune aux cheveux courts au début du premier épisode. À la suite du même épisode, elle fut décrite comme rousse et apparut rousse aux cheveux longs par la suite. L'édition de l'album modifia le dessin pour qu'elle soit montrée comme rousse dès le début.